# Smith & Wesson (romanzo)
Smith & Wesson di Alessandro Baricco, è una pièce teatrale in due atti ambientata nel 1902 nei pressi delle cascate del Niagara. Il libro è uscito nelle librerie il 29 ottobre 2014 edito da Feltrinelli.

## Trama
Tom Smith e Jerry Wesson sono due personaggi che vivono di piccoli espedienti. I due si conoscono non lontano dalle cascate del Niagara. Il primo si è inventato meteorologo e raccoglie su un taccuino i dati sul tempo in base ai ricordi della gente ipotizzando di poter prevedere le condizioni meteorologiche future dalle statistiche che via via annota. Wesson invece è un pescatore, nel senso che pesca i corpi di chi si suicida gettandosi nelle cascate. Un giorno a casa di Wesson si presenta Rachel Green, una giovanissima giornalista che sogna di diventare famosa e di poter scrivere un articolo sensazionale tutto suo. Ma ha bisogno di una storia memorabile e, prima di scriverla, è disposta a viverla in prima persona. Dato che tutti quelli che si buttavano non sopravvivevano, a Rachel era venuta l'idea che le avrebbe cambiato la vita: sarebbe stata la prima persona ad affrontare il salto delle cascate uscendone viva. Chiede l'aiuto ai due per studiare come fare. L'idea è quella di farsi chiudere in una botte a tenuta stagna. Le cose pero' non andranno come auspicato.

## Edizioni
- Alessandro Baricco, Smith & Wesson, I Narratori, Feltrinelli, 2014,  pp. 112.